# Arnolfo di Rœux
Arnolfo di Rœux (anche Arnolfo Malecorne o Malcouronne di Chocques; XI secolo – 1118) è stato un patriarca cattolico fiammingo, primo Patriarca latino di Gerusalemme, che ebbe un ruolo di guida durante la Prima crociata.

## Biografia
Originario del villaggio di Chocques, nelle Fiandre, era figlio illegittimo di un sacerdote fiammingo.
Fu allievo di Lanfranco di Pavia a Caen; nel 1070 Arnolfo divenne precettore di Cecilia († 1126), figlia di Guglielmo I d'Inghilterra.
Egli insegnò anche a Radulfo di Caen che in seguito sarebbe divenuto uno dei cronachista della Prima crociata.
Inoltre fu vicino ad Oddone di Bayeux, che accompagnò alla Crociata.
Era il cappellano dell'esercito crociato normanno comandato da Roberto II di Normandia, fratello di Cecilia e figlio di Guglielmo.
Molto probabilmente fu nominato legato pontificio, sottoposto all'autorità del legato generale Ademaro di Monteil, ma, dopo la morte di quest'ultimo, nel 1098, pur creatosi un vuoto di potere in seno alle autorità ecclesiastiche preposte alla crociata,  egli, essendosi recato in pellegrinaggio a Nablus, ai piedi del monte Ehilam, non poté colmarlo. Certi cavalieri non normanni negli altri eserciti crociati lo credevano corrotto e sembra circolassero canzoni volgari su di lui, ma la maggior parte dei Crociati lo rispettavano come un eloquente predicatore.
Egli fu uno dei principali scettici circa la genuinità della scoperta della Lancia Sacra in Antiochia, da parte di Pietro Bartolomeo che, di fronte all'opposizione di Arnulf, si sottopose volontariamente ad un'ordalia del fuoco.
La sua incredulità pose Arnolfo in conflitto con Raimondo di San Gilles, che credeva alla storia di Pietro.
Per contribuire ad alleviare la crisi nata tra i crociati a causa di questo problema e per sollevare gli spirito dopo la morte di Pietro seguita all'ordalia, Arnolfo contribuì a fare una statua del Cristo che fu posta su una delle macchine d'assedio durante l'Assedio di Gerusalemme.
Fu scelto insieme a Pietro l'Eremita per pronunciare il sermone subito prima dell'assalto finale alla città.
Dopo la conquista di Gerusalemme egli scoprì la Vera Croce nella Basilica del Santo Sepolcro.
Questa scoperta non fu controversa come quella della Lancia, anche se non fu esente da sospetti.
Forse Arnolfo tentò di porre rimedio ai problemi che aveva causato confutando l'autenticità della Lancia, e la Vera Croce divenne la più sacra reliquia del Regno di Gerusalemme.
Dopo che Raimondo lasciò la crociata, il 1º agosto 1099 Arnolfo fu eletto Patriarca di Gerusalemme.
Fu appoggiato da Goffredo di Buglione, il primo monarca del nuovo regno, ed in cambio egli non si oppose alla decisione di Goffredo di fare di Gerusalemme un regno secolare piuttosto che governato dal clero e, in ultima analisi, dal Papa.
Nondimeno, Arnolfo impose il rito latino tra i crociati, vietando tutti gli altri e così alienandosi ulteriormente i già disaffezionati greci.
Arnolfo non fu consacrato ufficialmente perché fu subito rilevato che egli era ineleggibile secondo il diritto canonico non essendo ancora un diacono.
In dicembre fu sostituito da Dagoberto da Pisa che era stato nominato da Papa Pasquale II, Arnolfo invece fu nominato arcidiacono di Gerusalemme, e divenne uno dei principali consiglieri del re re Baldovino I.
Nel 1112, alla morte di Gibelino di Arles, egli divenne ufficialmente Patriarca, sebbene molti nel clero diffidassero di lui e lo trovassero inutilmente severo.
Egli divenne particolarmente impopolare tra i fedeli della Chiesa greca ed i cristiani siriaci quando proibì la celebrazione di messe non cattoliche nel Santo Sepolcro.

Fu deposto per breve tempo da un legato pontificio nel 1115, ma si appellò a Papa Pasquale II e fu reinsediato nel 1116, a condizione che egli annullasse il matrimonio di Baldovino ed Adelaide.
Alla morte di Baldovino I, Arnolfo fu uno dei principali artefici dell'ascesa al trono di Baldovino di Le Bourg, nel 1118.
Rimase Patriarca fino alla sua morte nel 1118.
Arnolfo fece sposare sua nipote Emma al signore di Cesarea e Sidone, Eustachio I de Grenier. Emma, chiamata anche Emelota, dopo essere rimasta vedova di Eustachio si risposò con Ugo II di Le Puiset.